# Gallische wandelende tak
De Gallische wandelende tak (Clonopsis gallica) is een wandelende tak uit de familie Bacillidae.
Deze soort komt voor in Zuid-Frankrijk; hieraan is de soortaanduiding gallica te danken. Zij is mede te herkennen aan haar relatief korte antennes. De vrouwtjes worden exclusief de poten 7 centimeter lang. Aangezien de soort zich parthenogenetisch voortplant, zijn er geen mannetjes.
In 2019 deed het EIS Kenniscentrum Insecten onderzoek in Nederland naar aanleiding van publicaties van foto's van deze wandelende takken op internet. Men vond inderdaad een populatie van de Gallische wandelende tak in Nederland.